# Bucoda (Washington)
Bucoda je gradić u američkoj saveznoj državi Washington. Prema popisu stanovništva iz 2010. u njemu je živjelo 562 stanovnika.